# نلوة (قرية)
قرية نُلْوَة تقع في منطقة السكوت في الولاية الشمالية من السودان، يحدها النيل من الشرق، ومن الغرب الصحراء الكبرى، ومن الجنوب قرية صلب، ومن الشمال قرية قبة سليم.فريق نادي نلوة من افضل الفرق في وحدة عبري ويسكنه ايوب صديق وهو مالك هذه القريه